# Zimska palača Paladini u Hvaru
Zimska palača Paladini u gradiću Hvaru u ul. Petra Hektorovića 4 predstavlja zaštićeno kulturno dobro.

## Opis dobra
Gotičko-renesansna dvokatnica izgrađena na obrambenom zidu, sa stilskim otvorima, reprezentativnim gotičkim balkonom i vrtom pred južnim pročeljem. Sagrađena krajem 15. stoljeća od istih majstora kao i obližnja palača Hektorović. U 16. stoljeću podignuta kamena odrina na balkonu pred južnim pročeljem. U unutrašnjosti sačuvana drvena međukatna konstrukcija iz vremena gradnje. Ističe se nizom vrlo kvalitetne gotičke i renesansne arhitektonske plastike.

## Zaštita
Pod oznakom Z-6357 zavedena je kao nepokretno kulturno dobro - pojedinačno, pravna statusa zaštićena kulturnog dobra, klasificirano kao "stambene građevine".